# Carles Guinovart i Rubiella
Carles Guinovart i Rubiella (Barcelona, 10 de març de 1941 - Barcelona, 1 d'octubre de 2019) fou un músic i compositor català. Referent de la música contemporània, va desenvolupar una intensa carrera pedagògica al Conservatori Municipal de Música de Barcelona i fou un dels fundadors de l'Associació Catalana de Compositors. És autor d'un catàleg d'obres tant cambrístiques com simfòniques que ha tingut un ampli ressò internacional.

## Biografia
Va néixer a Barcelona al retorn dels seus pares a Catalunya, que havien emigrat a França després de la Guerra Civil per circumstàncies polítiques, establint-se a Besiers on van néixer les seves dues germanes. El seu pare era pianista, però amb la fatalitat d'haver viscut entre dues guerres que van impedir el seu desenvolupament.
Va estudiar al Conservatori Superior de Música de Barcelona amb Joaquim Zamacois (contrapunt, 1961-1962), Josep Poch (fuga, 1966) i Xavier Montsalvatge (composició, 1970-1971), i obtingué els Premis d'Honor d'harmonia, fuga i composició i orquestració.
Més tard treballà la direcció d'orquestra amb Antoni Ros-Marbà. Va ampliar els estudis de piano a París gràcies a una beca de l'Institut Francès de Barcelona amb la prof. Ch. Senart (1966-1667). Va tornar a Barcelona el 1967 presentant-se a unes oposicions per a professor d'Harmonia i Contrapunt del Conservatori Municipal de Música, on havia estudiat. Es va prometre amb la filla del mestre Poch, la pianista Maria del Carme Poch i Alfonso, que també va guanyar les oposicions per a mestra en el mateix Conservatori, amb la qual es casaria poc temps després.
La seva obra té una clara vocació contrapuntística, un clar interès per la valoració tímbrica i una escrupolosa matisació del color instrumental, trets que revelen aquesta formació francesa.
El 1970 obté la plaça de professor d'harmonia per oposició en el Conservatori on havia estudiat. Al mateix temps, instaura en el Conservatori un curs permanent de Música del segle XX que impartirà sense interrupció durant 30 anys (1970-2000). L'any 1972 assistí als Cursos Internacionals de Música Contemporània de Darmstadt on prengué contacte amb l'obra de Ligeti, Xenakis i Stockhausen. El 1975 el matrimoni es trasllada a París presentant-se per matricular-se al Conservatori, i no és admès per la seva edat. Es va presentar a la Càtedra Héctor Berlioz aconseguint parlar directament amb Olivier Messiaen per exposar-li les seves pretensions, sent finalment admès en la seva classe.
Al Conservatori de Barcelona, novament per oposició, aconsegueix l'any 1980 la càtedra d'harmonia, contrapunt i acompanyament.
Va obtenir encàrrecs d'entitats privades i oficials (Grup d'arquitectes de Barcelona, Ràdio Nacional, Fundació Juan March, Festival internacional de Música de Barcelona -1980-, Ministerio de Cultura, etc.). L'any 1974 li fou concedit el Premi especial Ciutat de Zaragoza i el 1979 el de Composició Coral, ex aequo, en el II Concurs Enric Morera.
Algunes de les seves obres han estat portades a l'escena pels grups de ballet Albatros i l'Espantall de Barcelona, d'altres han tingut una àmplia difusió internacional (França, Europa central, Israel, Canadà, Estats Units d'Amèrica, Mèxic…); mentre d'altres han estat enregistrades discogràficament.
Divulgador del fet musical contemporani (crític, escriptor, conferenciant), va participar en nombrosos jurats nacionals i internacionals de composició i va ser crític musical a Ràdio Nacional (1972-75).
Va ser l'impulsor i director del reconegut Curs Internacional de Música, que es duu a terme cada estiu a la ciutat de Girona, on aplega intèrprets i pedagogs per beneficiar l'estudiant qualificat. La plataforma li serví per impulsar la projecció de la música contemporània mitjançant un concurs de composició i un altre d'interpretació de música del segle XX (1988), amb un èmfasi especial en la música catalana de recent creació. Va formar part també del quadre de professors d'altres cursos internacionals: Música Viva, Escola de Pedagogia de Mallorca i Universitat d'Estiu Antonio Machado. Des de la càtedra de composició i orquestració que va ocupar durant més de 15 anys al Conservatori Superior Municipal de Música de Barcelona va incidir pedagògicament en l'última etapa formativa de gran part de joves músics catalans. Va iniciar, des de 1970 en aquest centre docent, un curs teòric de Música del segle xx, que va perdurar fins a 2001 i va ser pioner en el camp de l'Anàlisi musical, no només pel que fa a la música contemporània sinó també en un coneixement progressiu de la teoria de Heinrich Schenker i els seus gràfics sinòptics.
Fou membre fundador de l'Associació Catalana de Compositors de la qual fou vicepresident durant els anys 1982-84. També fou membre del consell editorial de la Revista Musical Catalana.
Va estar casat amb Carme Poch i Alfonso, filla del seu professor Josep Poch i Garriga gendre del professor Frederic Alfonso i Ferrer. Carles Guinovart va morir a Barcelona l'1 d'octubre de 2019.

## Obres
El catàleg d'obres inclou:
- Fuga en si b menor (1966)
- Peça per a piano
- Radiacions (orgue)
- The kiss of Judas (1973)[10]
- Sortilegi (guitarra)
- Tòtem (guitarra preparada)
- Diaphona (fl. Vcl.)
- Sequències breus (2 guitarres)
- Variacions pedagògiques (2 guitarres)
- Tiento (Vcl. Piano)
- Trio (Cl. Vl. Piano)
- Quejío (Fl. Guitarra)
- Mishra (Vcl. Piano, perc.)
- Recitat per a quartet (Fl. Cl. Arpa, Vcl.)
- Discantus (Fl. Vl. Vla. Vcl.)
- Alquímia (4 guitarres)
- Introducció i Scherzo (4 guitarres)
- Voyage au fond du miroir (dotze cordes solistes)[10]
- Moviment simfònic (orquestra simfònica)
- Klangfarben (orquestra simfònica)
- Divertiment a la manera d´Erik Satie (Fl, Cl, Piano (2 bongos posibles). Vl, Vla, Vclo, i Joc de Ping-Pong)